# 色底乡
色底乡，是中华人民共和国四川省凉山彝族自治州昭觉县曾经下辖的一个乡。2021年1月12日，撤销色底乡，原色底乡马母乃妥村所属行政区域为竹核镇的行政区域；将原色底乡色底村、乌司洛村和引等阿莫村所属行政区域划归补约乡管辖。

## 行政区划
色底乡撤销前下辖以下地区：
引等阿莫村、色底村、乌司洛村和马母乃妥村。